# Linea nigra

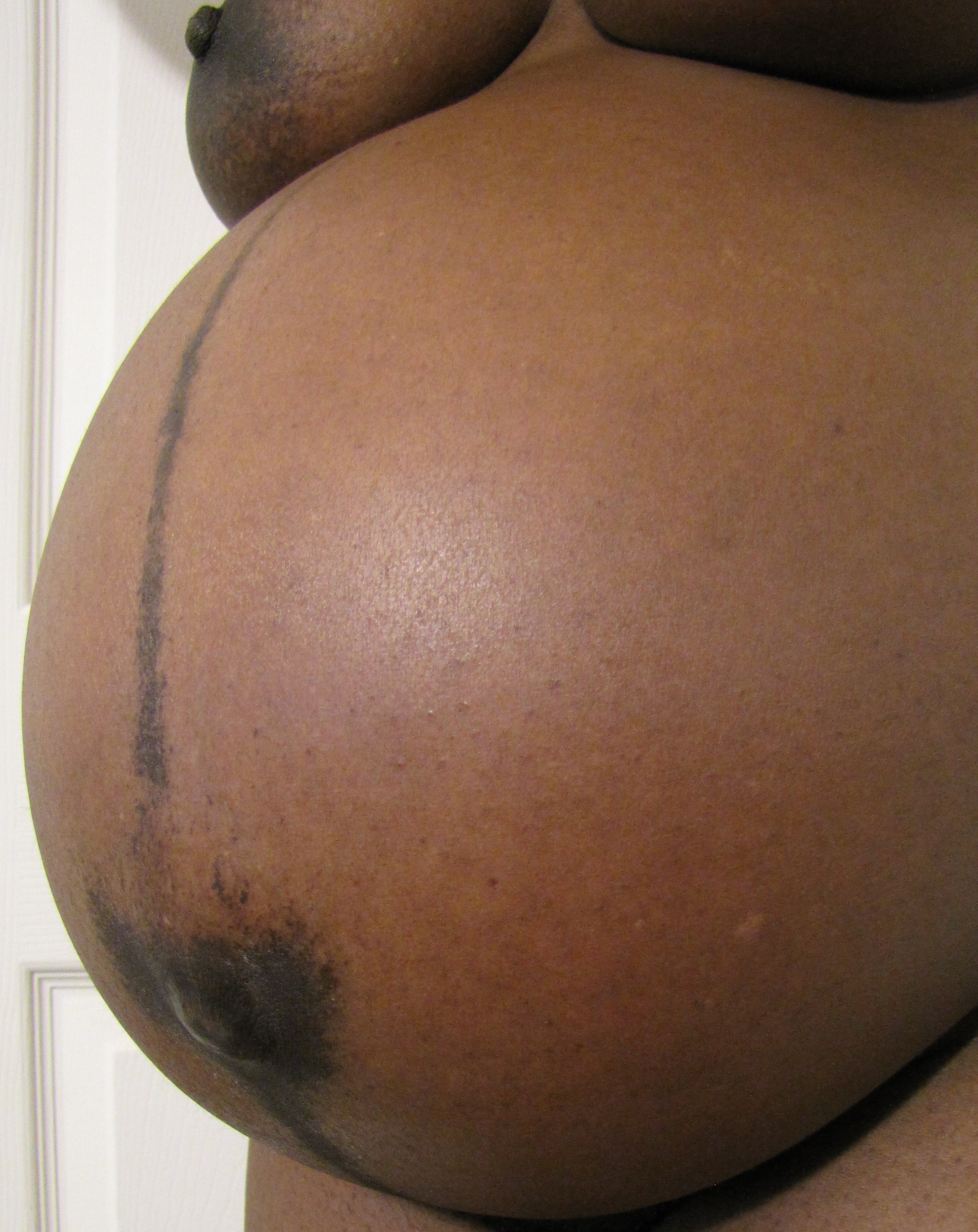
Linea nigra chez une femme enceinte.

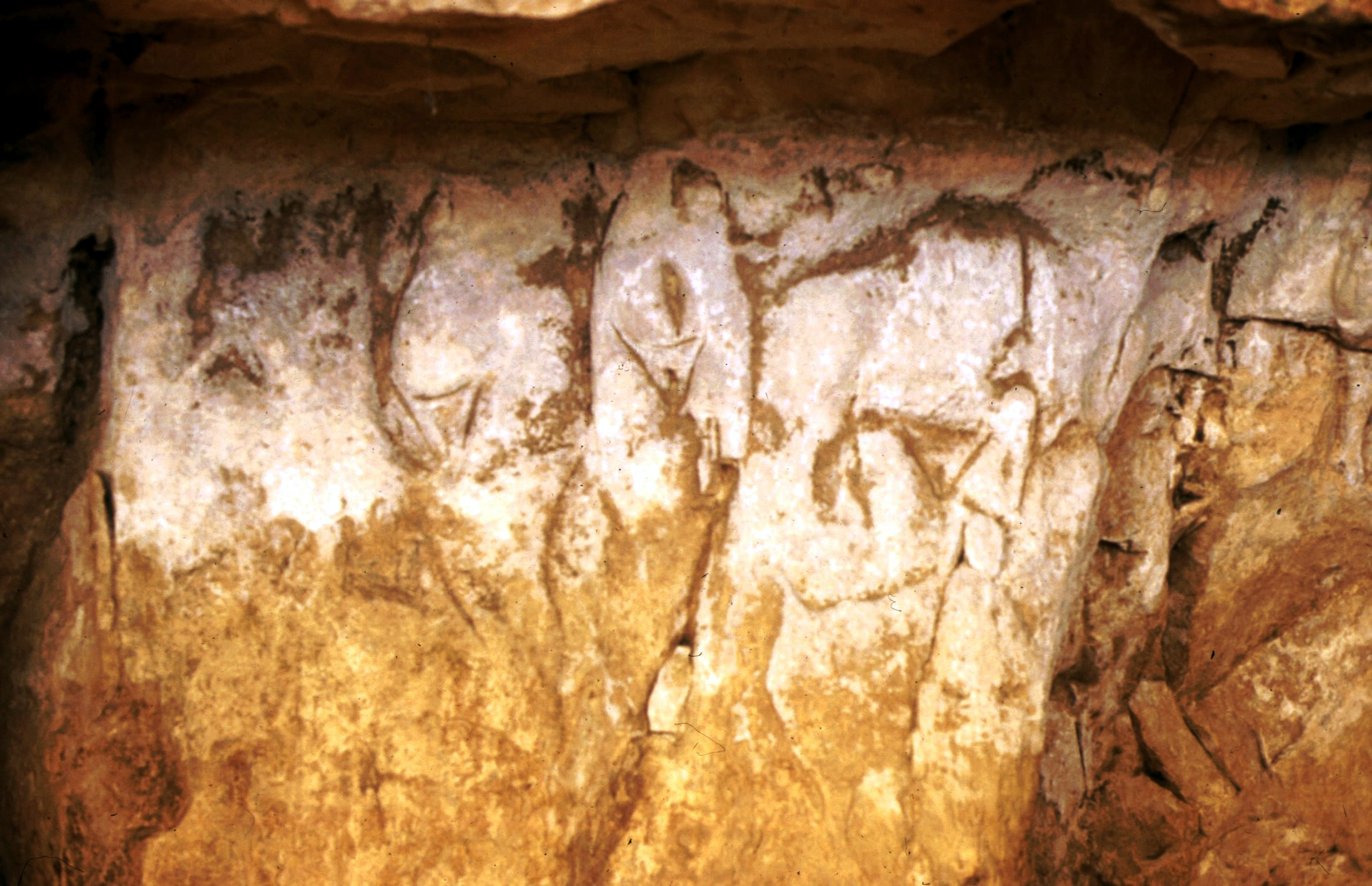
Le panneau des femmes sculptées du Roc-aux-Sorciers recèle des sculptures monumentales pariétales datées du Paléolithique supérieur. Éclairé sous un certain angle, généralement en lumière frisante, le ventre arrondi de la femme enceinte à gauche montrerait une ligne de pigmentation.

La linea nigra, nom qui veut dire littéralement en latin ligne noire, est une ligne verticale sombre qui apparait sur l'abdomen d'environ 75 % des femmes en état de grossesse.
Cette ligne sombre fait habituellement un centimètre de large et court verticalement au milieu de l’abdomen du pubis au nombril voire jusqu'en haut de l’abdomen chez certaines femmes.
La linea nigra est due à l’augmentation de l’hormone mélanotrope causée par le placenta, une hormone qui provoque également le masque de grossesse et l’assombrissement des mamelons.

## Galerie

Linea nigra variable selon le phototype dont l'origine évolutive reste obscure.
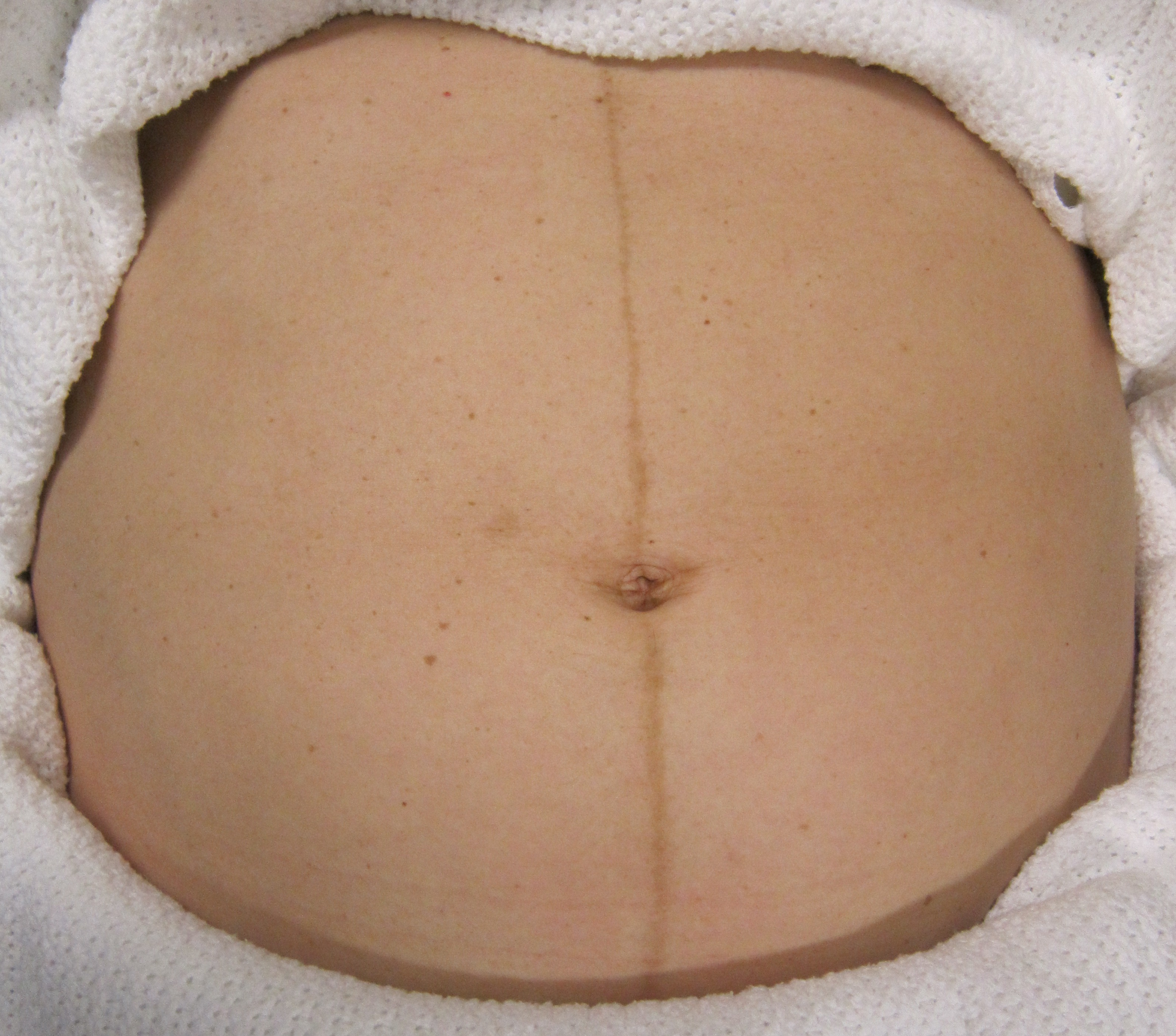
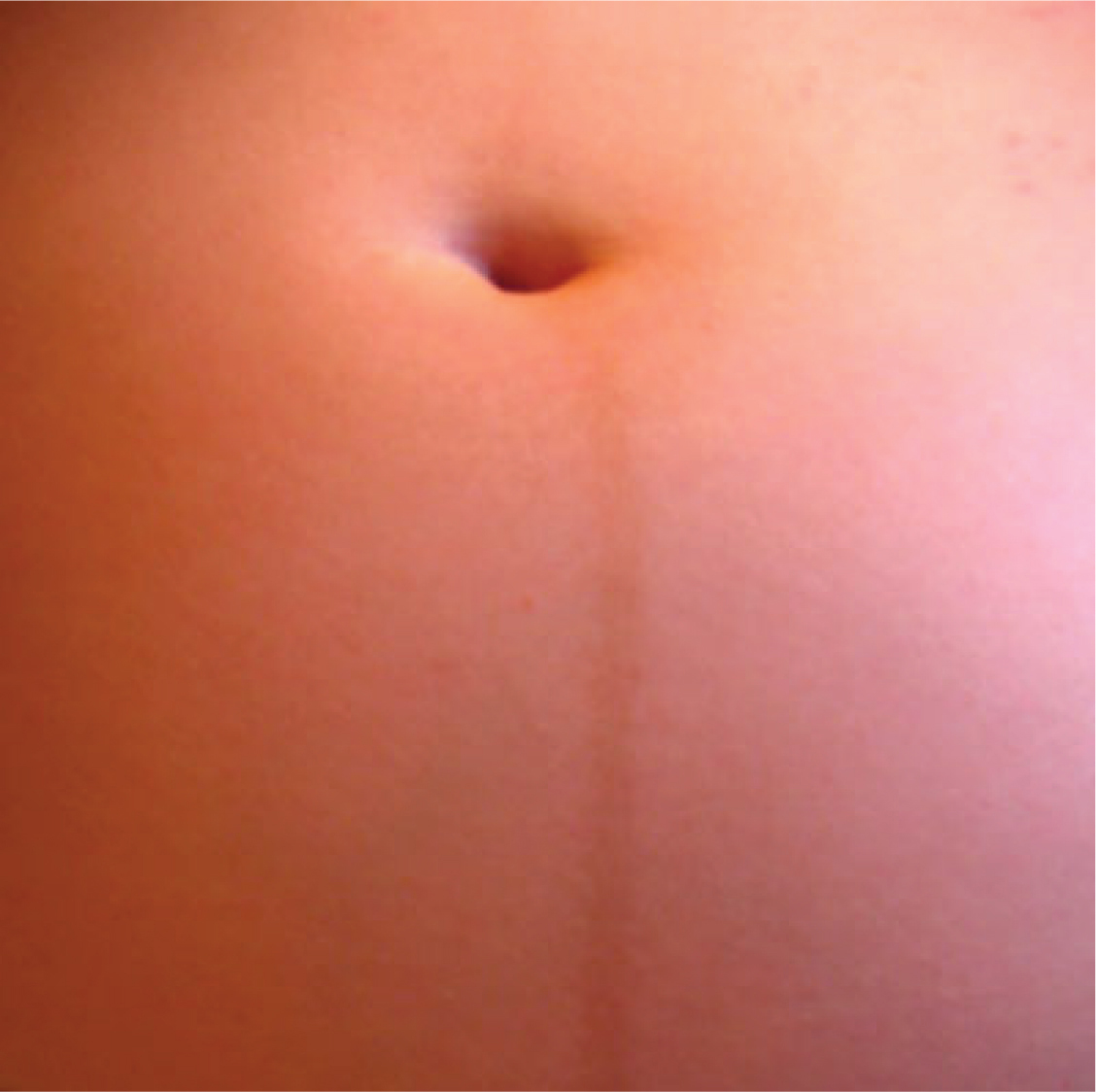
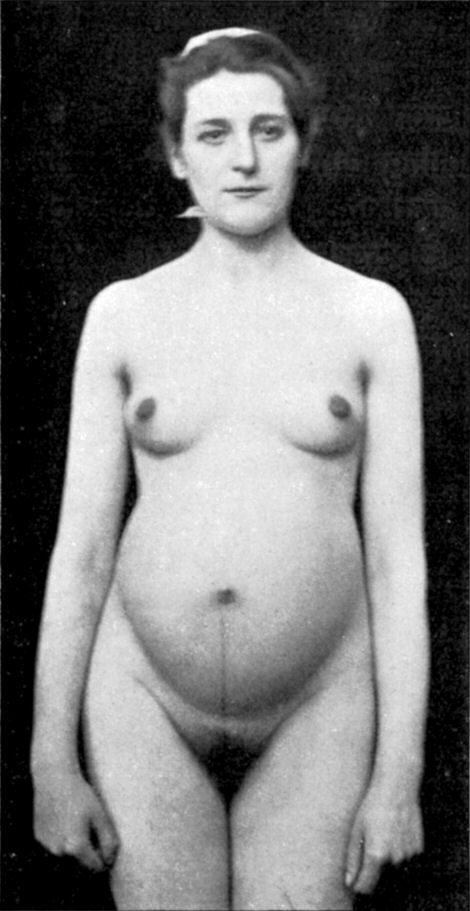
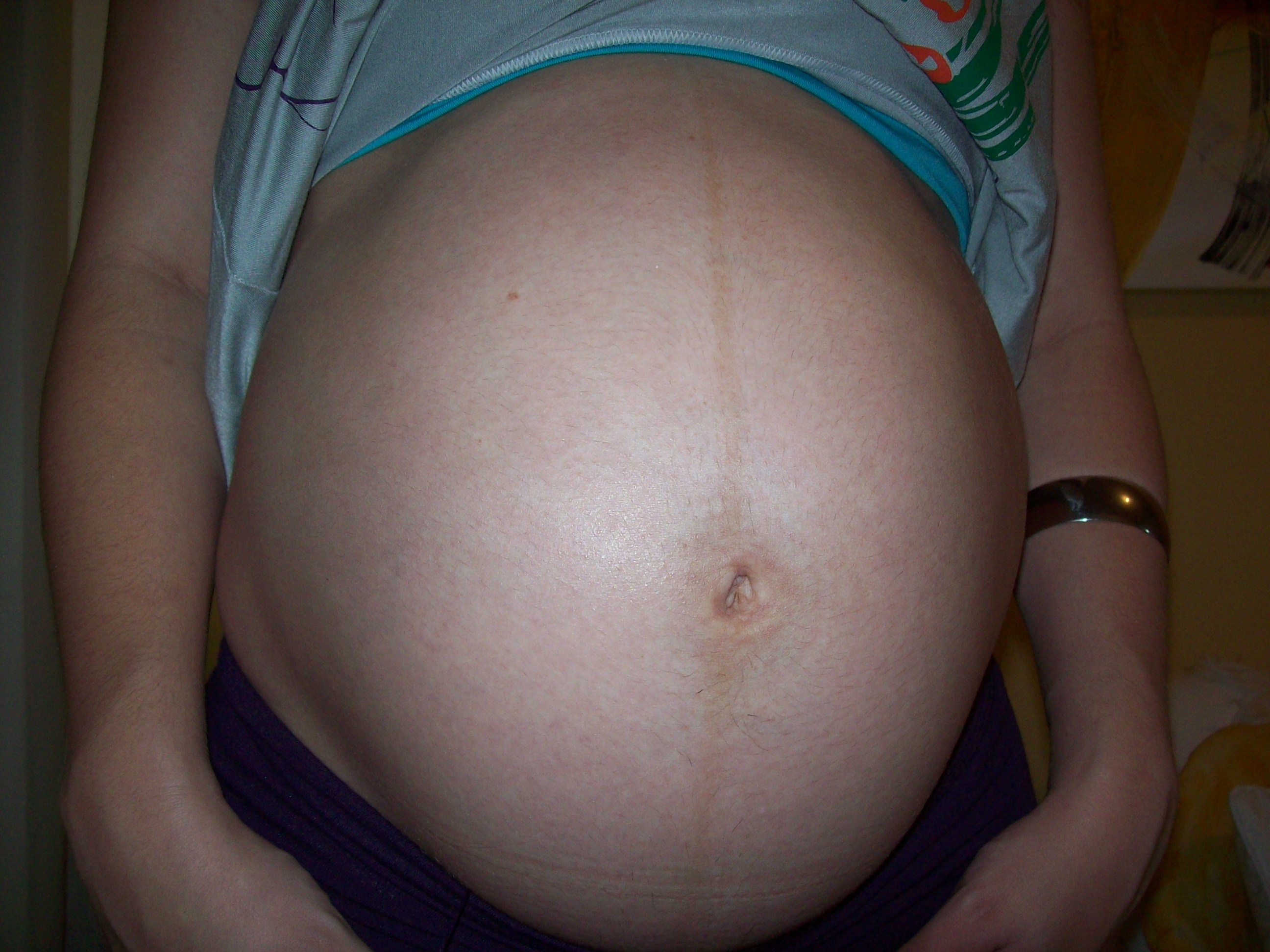
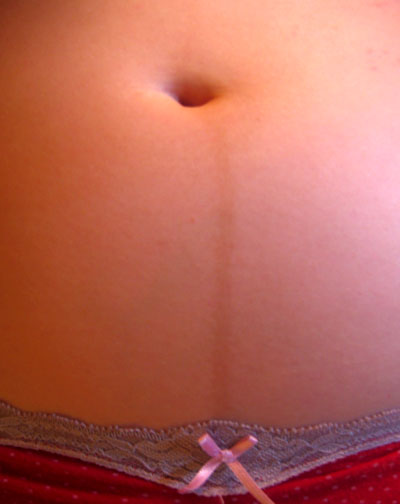
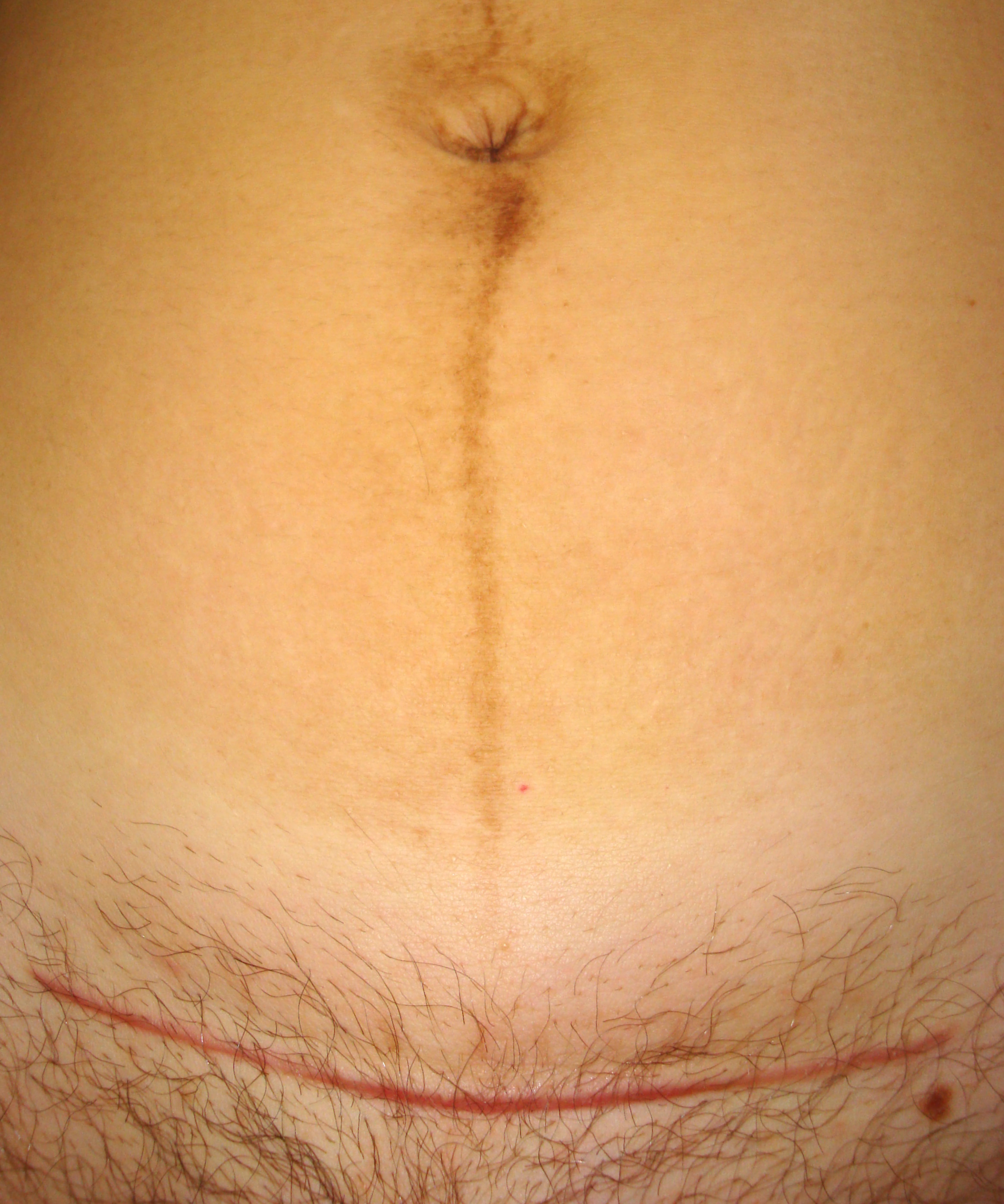
Cicatrice d'une césarienne (ligne horizontale rouge) et Linea nigra chez une femme de trente-et-un ans, sept semaines après l’accouchement.